# Паркдејл (Мисури)
Паркдејл (енгл. Parkdale) град је у америчкој савезној држави Мисури.

## Демографија
По попису из 2010. године број становника је 170, што је 35 (-17,1%) становника мање него 2000. године.
| Група             | 2000.       | 2010.       |
| Белци             | 200 (97,6%) | 163 (95,9%) |
| Афроамериканци    | 0 (0,0%)    | 1 (0,6%)    |
| Азијати           | 1 (0,5%)    | 4 (2,4%)    |
| Хиспаноамериканци | 3 (1,5%)    | 1 (0,6%)    |
| Укупно            | 205         | 170         |